# Агауа (Браила)
Агауа (рум. Agaua) насеље је у Румунији у округу Браила у општини Фрекацеј. Oпштина се налази на надморској висини од 5 m.

## Становништво
Према подацима из 2002. године у насељу је живело 519 становника, од којих су сви румунске националности.